# Autoridad de Acreditación del Caribe para la Educación en Medicina y otras Profesiones de la Salud
La Autoridad de Acreditación del Caribe para la Educación en Medicina y otras Profesiones de la Salud (CAAM-HP, por sus siglas en inglés) es un organismo regional de acreditación de las escuelas de medicina de la región, reconocido por el departamento de educación de Estados Unidos para estudiantes de medicina, odontología y veterinaria. La CAAM-HP fue constituida en 2003 y dio inicio a sus funciones en julio de 2004. Se encuentra en Kingston, Jamaica.
Desde su creación, quince países miembros de CARICOM han firmado el acuerdo de la CAAM-HP: Antigua y Barbuda, Las Bahamas,  Barbados, Belice, Dominica, Granada, Guayana, Jamaica, San Cristóbal y Nieves, Santa Lucía, San Vicente y las Granadinas, Surinam, Trinidad y Tobago, Curazao y Montserrat, cuyas universidades médicas deben ser acreditadas por la CAAM-HP para permitir a sus egresados continuar estudios en Estados Unidos.